# Paulinus (Wochenzeitung)
Paulinus ist eine römisch-katholische Wochenzeitung des Bistums Trier. Herausgeber ist das Bischöfliche Generalvikariat und Chefredakteur ist Zeljko Jakobovac.

## Geschichte
Die Zeitung wurde, ebenso wie die „Paulinus-Druckerei“, 1875 von dem römisch-katholischen Priester, Publizisten, Verleger und Politiker der Zentrumspartei, Georg Friedrich Dasbach als Sanct-Paulinus-Blatt (benannt nach dem hl. Paulinus von Trier) gegründet. Seit 1934 ist sie die Trierer Bistumszeitung. Der Paulinus wird im gleichnamigen Paulinus Verlag verlegt.

## Auslage und Reichweite
Die verkaufte Auflage sank von fast 27.000 Exemplaren im ersten Quartal 2012 auf fast 12.000 Exemplare im ersten Quartal 2022. Der Verlag gab 2023 an, dass der Paulinus „weltweit rund 36 000 Leser erreicht“; 2018 war die Reichweite noch auf etwa 50.000 Leser geschätzt worden.